# Kaliwy
Kaliwy – kolonia w Polsce położona w województwie lubelskim, w powiecie tomaszowskim, w gminie Tyszowce.
W latach 1975–1998 miejscowość administracyjnie należała do województwa zamojskiego.
Według Narodowego Spisu Powszechnego z roku 2011 kolonia liczyła 4 mieszkańców.